# Francis Cotes
Francis Cotes, angleški slikar in akademik, * 20. maj 1726, London, † 16. julij 1770, Richmond upon Thames.
Leta 1768 je postal ustanovitveni član Kraljeve akademije, leta 1785 pa uradni slikar princa Walesa.